# Syrphoctonus kenyensis
Syrphoctonus kenyensis är en stekelart som först beskrevs av André Seyrig 1935.  Syrphoctonus kenyensis ingår i släktet Syrphoctonus och familjen brokparasitsteklar. Inga underarter finns listade i Catalogue of Life.